# Епископ вршачки Емилијан
Емилијан (Кенгелац, Велика Кикинда, 3. јун 1807. — Вршац, 25. јун 1885) је био епископ Српске православне цркве на престолу вршачких владика.

## Световни живот
Епископ Емилијан је рођен у угледној банатској породици Кенгелац 3. јуна 1807. године у Великој Кикинди. Гимназију је завршио у Сегедину, права у Кежмарку, а богословију у Вршцу. По завршетку школовања три године је био гимназијски професор.

## Монашки живот
Под монашким именом Емилијан замонашен је у манастиру Беочину. Епископ далматински Пантелејмон (Живковић) рукоположио га је у чин ђакона, а затим је постављен за конзисторијалног бележника у Темишвару, с тим што је у овом граду предавао и веронауку на тамошњем лицеју. Епископ темишварски Пантелејмон (Живковић) произвео га је у чин архимандрита 9. децембра 1845. и поставио за старешину
манастира Ходоша. Објавио је калуђер Емилијан 1839. године "Оду" (песму), епископу Темишварском Живковићу.

### Епископски трон
На положају архимандрита манастира Ходош остао је до 1853. године, односно до хиротоније за епископа вршачког 12. маја 1853.
Епископ Емилијан спада у ред најревноснијих архијереја Карловачке митрополије деветнаестога века. Енергично је устао у одбрану православља у време установљења унијатске епископије у Лугошу, затим у очувању јединства Српске православне цркве у Аустроугарском царству, „па онда за држање српских вероисповедних школа у развојаченој Крајини посебце, на очување српске народне ивдивидуалности уопште".
Заправо, у време владике Емилијана владала је велика пометња на просторима Баната, који су насељавали и православни Срби и Румуни, до тада под окриљем Карловачке митрополије. У оваквим околностима дошло је до образовања румунске унијатске епископије у Лугошу у источном Банату, што је одвело један део румунског православног живља. Друго, ово је подстакло један део православних Румуна да се боре за издвајање засебне румунске православне епархије на овим просторима. И поред велике борбе владике Емилијана, политичке прилике у тадашњем Хабзбуршком царству утрле су пут издвајају Румуна из Карловачке митрополије 24. децембра 1864. године. На подручју источних делова Вршачког владичанства основана је румунска епархија са седиштем у Карансебешу. Вршачка епархија је овим потезом била веома окрњена, изгубивши велики простор на истоку.
Поред великих питања, епископ Емилијан бавио се и помно и другим питањима епархије. На пример, својим улогом од 4.000 форинти основао је фонд за свештеничке удове и сирочад вршачке епархије. За живота је основао "Кенђелчев фонд" намењен свештенству са капиталом од 12.000 ф.
Епископ Емилијан умро је 25. јуна 1885. године у Вршцу и сахрањен у вршачкој Саборној цркви.